# Тушемлинское городище
Тушемлинское городище — трёхслойный археологический памятник, укреплённое поселение, связанное с жизнью тушемлинских племён. По городищу получила название культура железного века (IV—VII вв.) — Тушемлинская.

## Местоположение
Городище располагается на плато крутого правого берега реки Тушемли в полукилометре от её устья выше по течению, в 1 км восточнее деревни Мокрядино Починковского района Смоленской области России. Название получено по имени реки. Местные жители называют это место «ближним городком».

## Описание
Первые обследования провёл Е. А. Шмидт. Городище отличается хорошей сохранностью. Площадка в плане имеет овально-ромбическую форму и возвышается над руслом Тушемли на 17—18 м. Русло реки находится в 25—30 м от подножия городища. Площадка отделена от плато двумя небольшими оврагами, вершины которых подходят друг к другу на расстояние 18—20 м, образуя узкое место — «стрелку» подтреугольной формы. Длина площадки от основания первого вала до стрелки составляет 35 м, ширина в средней широкой части — 32 м. Поверхность ровная, имеет небольшой уклон от основания к «стрелке». При сооружении укреплений вершины оврагов были соединены между собой рвами с сопутствующими высокими валами. Ко времени раскопок хорошо сохранились три рва и три вала. На поле за городищем просматриваются ещё два распаханных вала. Площадь городища не превышает 800 м². Система укреплений создавалась не в одно время, а постепенно, достигнув наибольшего развития в последней четверти I тысячелетия н. э. перед большим пожаром, который уничтожил поселение со всеми укреплениями. После пожара городище было заброшено и жизнь на нём уже не возобновлялась.
Раскопки проводились в 1955—1957 годах Верхнеднепровской археологической экспедицией Института археологии под руководством П. Н. Третьякова. Площадка городища была исследована на площади более 750 м². При этом были выявлены своеобразный план и устройства жилых сооружений и укреплений, и языческое святилище.

### Стратиграфия культурного слоя
Культурный слой на городище подразделяется на три разновременны́х горизонта.
Нижний горизонт имеет светлую окраску за счёт включений песка, из которого была сложена невысокая насыпь древнейшего вала шириной в основании 5—6 м. Верхняя часть древнейшего вала включает остатки кусков дёрна. Применение дёрна для сооружения валов было много раз отмечено на древних верхнеднепровских городищах. Ров, соответствующий древнейшему валу не был обнаружен. Погребённая почва на поверхности нижнего горизонта свидетельствует о том, что городище после первого периода обитания не функционировало длительное время. Второй вал городища перекрывал древнейший и достигал ширины в основании 8—9 м. Валу соответствовал ров глубиной 1 м и шириной около 2,5 м. В нижнем слое найдены остатки предметов из глины, металла, кости, рога и камня, а также кости домашних (коровы, лошади, свиньи, овцы, собаки), диких (медведя, кабана, бобра, лося, лисицы, барсука) животных, птиц и рыб. Остатков каких-либо сооружений обнаружить не удалось. К нижнему горизонту относится большое количество конических по форме ям от вертикально стоявших столбов. Такие ямы не выкапывались, а выдалбливались в плотном материке и затем вбивались столбы, затёсанные на конус. Предполагается, что постройки нижнего слоя имели столбовую конструкцию. Время нижнего слоя определено по обломкам браслетов и датируется V—III веками до н. э. Такого рода браслеты встречались на древнейших городищах Поднепровья, относящихся к милоградской и юхновской культурам, и на городищах верхнего течения Оки. Многочисленные изделия из кости и рога характерны для дьяковских городищ Верхнего Поволжья и Волго-Окского междуречья. Керамика однообразная — это невысокие тонкостенные плоскодонные сосуды неравномерного обжига и с редким примитивным орнаментом.
Средний горизонт культурного слоя состоит из однородной насыпи серой, гумусированной, аморфной по структуре супеси. После земляных работ, выполненных новыми обитателями поселения, насыпь предыдущего вала была поднята примерно на 1 м, а ширина у основания достигла 10—11 м. Находки из второго горизонта также свидетельствуют о хронологическом разрыве между нижним и средним слоями. Керамика здесь представлена лепными сосудами со сравнительно узким, плоским дном, расширяющимися кверху стенками, относительно крутыми плечиками и отогнутым наружу орнаментированным венчиком. Посуда толстостенная, изготовлена из глины с примесью дресвы и шамота; наружные стенки выглажены. Узоры, насечки или ямочные вдавления встречаются и на теле сосудов. Некоторые узоры напоминали зарубинецкую керамику верхнего течения Десны.
Верхний горизонт культурного слоя состоит из песчаной насыпи чёрного цвета, представляющей собой остатки вала, окружавшего площадку городища со всех сторон и остатки сгоревших деревянных построек в виде обуглившихся брёвен, угля, золы и камней от развалившихся очагов (или печей). В верхнем слое некоторые сосуды (горшки, миски) имели чёрную или коричневую лощёную поверхность. В целом посуда из верхнего горизонта напоминает с одной стороны позднезарубинецкую керамику Поднепровья и Верхней Десны, с другой — мощинских городищ и курганов Верхнего Поочья и позднедьяковскую Верхнего Поволжья. Верхний культурный слой датируется первой половиной 1-го тысячелетия н. э..

### Святилище
В северной части городища были обнаружены остатки сооружения на горизонтальной площадке круглой формы диаметром 6 м, относящегося к среднему горизонту культурного слоя. Площадку обрамляла канавка шириной от 0,1 до 0,25 м и глубиной 0,15—0,3 м. Канавка состояла из цепочки ям от вертикально стоявших столбов толщиной 0,15—0,2 м. Глубина некоторых ям достигала 0,5 м. Расстояние между столбами составляло 0,25—0,35 м. Почти в самом центре круглой площадки находилась коническая яма диаметром 0,5 и глубиной 0,7 м. Следов очага или костра в пределах площадки не было обнаружено. В середине площадки также имелись ямы от столбов разных размеров, большинство которых относятся к постройкам верхнего горизонта культурного слоя. Эти ямы были выкопаны уже после разрушения круглого сооружения. Столбы принадлежали постройке (или постройкам) столбовой конструкции, располагавшейся по краю площадки, оставляя свободной её середину. Остатки второго сооружения, относящиеся к верхнему горизонту, сохранились хуже, чем остатки первого, более древнего. Данное сооружение, как и другие такие же на городищах Левобережной Смоленщины, являлось местом языческого святилища.
В культурном слое центральной части городища были обнаружены остатки древнего человеческого погребения, с которым связаны два изделия из кремня: большая ножевидная пластина и крупный кремневый наконечник копья (или кинжал). На юго-восточном склоне городища в культурном слое был найден округлый валун с двумя углублениями представлявший собой незаконченную каменную булаву, скорее всего принадлежащую к тому же времени, что и кремневые изделия. Во время раскопок были найдены также обломки керамики эпохи неолита (или раннего металла).